# Linee di Nazca
Le linee di Nazca sono geoglifi, linee tracciate sul terreno, del deserto di Nazca, un altopiano arido che si estende per circa 80 km tra le città di Nazca e di Palpa, nel Perù meridionale. Le oltre 13.000 linee vanno a formare più di 800 disegni, che includono i profili stilizzati di animali comuni nell'area (la balena, il pappagallo, la lucertola lunga più di 180 metri, il colibrì, il condor e l'enorme ragno lungo circa 45 metri).

## Origini
Si ritiene che i geoglifi siano stati tracciati durante la fioritura della Civiltà Nazca, tra il 300 a.C. ed il 500 d.C. da parte della popolazione che abitava la zona: i Nazca.
Le linee sono tracciate rimuovendo le pietre contenenti ossidi di ferro dalla superficie del deserto, lasciando così un contrasto con il pietrisco sottostante, più chiaro. La pianura di Nazca non è ventosa e il clima è piuttosto stabile, così i disegni giganti sono rimasti intatti per centinaia di anni.
A causa della sovrapposizione dei motivi, si crede che essi siano stati realizzati in due tappe successive: prima le figure e poi i disegni geometrici. Ciò nonostante, a causa delle caratteristiche del suolo è molto difficile poter datare con sicurezza il periodo in cui furono costruite, specialmente per la difficoltà di applicare il sistema di datazione con il Carbonio 14, che non ha dato risultati soddisfacenti.
Gli scienziati si sono avvalsi di altri metodi, come il confronto tra le figure dei geoglifi e quelle trovate sul vasellame della civiltà Nazca.
Ai margini della Palpa, gli archeologi hanno scoperto la città cerimoniale dei Nazca, Cahuachi, da cui si ritiene provenissero gli artefici delle linee.

## Studi moderni e interpretazione
Il primo riferimento alle figure si deve al conquistador e cronista spagnolo Pedro Cieza de León nel 1547.

### Mejia e Kosok: centri di culto
Sebbene le linee siano state avvistate con maggiore chiarezza e frequenza con l'avvento dei voli di linea sull'area, esse sono visibili anche dalle colline circostanti, tanto che dall'alto di una collina nel 1927 Toribio Meija Xespe le identificò con dei sentieri cerimoniali ("seques").
Nel 1939 furono studiate da Paul Kosok, un archeologo statunitense, che ipotizzò che l'intera piana fosse un centro di culto.
Hans Horkheimer nel 1947 suppose invece che questi tracciati fossero una forma di culto degli antenati: sentieri tracciati che erano utilizzati come tracce dove camminare durante le cerimonie religiose.

### Maria Reiche: calendario astronomico
Chi diede un contributo decisivo allo studio delle linee di Nazca fu l'archeologa tedesca Maria Reiche.

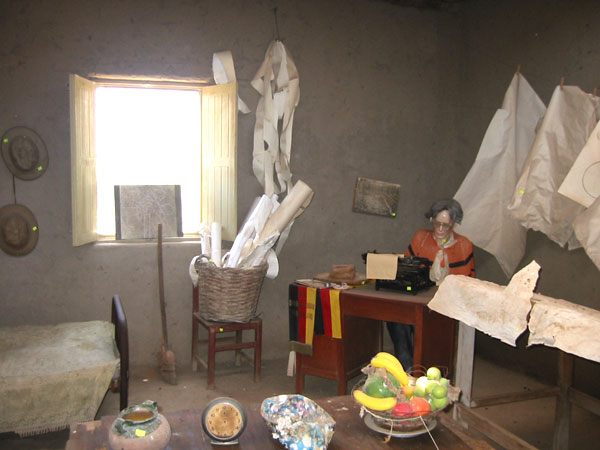
Maria Reiche (statua di cera)

Ella si dedicò con passione allo studio e al restauro dei geoglifi e a lei si deve la scoperta di alcuni che non erano stati documentati in precedenza, né da Mejia, né da Kosok. La Reiche suppose che le linee avessero un significato astronomico, identificando la figura della Scimmia con l'Orsa Maggiore, il Delfino e il Ragno con la Costellazione di Orione, ecc. La Reiche affermava anche che le figure erano state create da veri e propri tecnici e ingegneri dell'epoca.
Sulla stessa linea Phyllis Pitluga, una ricercatrice dell'Alder Planetarium di Chicago, studiando il rapporto tra le linee e le stelle nel cielo, giunse alla conclusione che il ragno gigante rappresentava la costellazione di Orione, mentre tre linee rette che passano sopra al ragno erano dirette verso le tre stelle della cintura di Orione, se osservate da un certo punto della pampa.
Nel 1967 Gerald Hawkins, astronomo inglese noto per i suoi studi nel campo dell'archeoastronomia, non trovò alcuna correlazione tra i disegni di Nazca e i movimenti dei corpi celesti.

### Morrison e Rostworowski: il ritorno degli dei
Lo zoologo Tony Morrison studiò le linee con Gerald Hawkins; nel suo libro del 1978, Pathways to the Gods, Morrison citava un brano scritto dal magistrato spagnolo Luis de Monzon nel 1586, riguardo alle pietre e alle antiche strade vicino Nazca:
Morrison riteneva di aver individuato la chiave per spiegare il mistero delle linee di Nazca: il leggendario eroe-maestro Viracocha, noto anche come Quetzalcoatl e Kontiki, il cui ritorno era ancora atteso al momento dello sbarco di Cortés. Gli "antichi indios" disegnarono figure poiché pensavano che Viracocha sarebbe tornato, questa volta scendendo dal cielo, ed i disegni rappresentavano dunque dei segnali.
Anche la storica peruviana Maria Rostworowski de Diez Canseco studiò le linee interpretandole come luogo di segnalazione al dio Viracocha. Secondo la Rostworowski ad ogni figura corrisponderebbe un clan (ayllu) degli adoratori di Viracocha, che avrebbero disegnato le linee per segnalare al proprio dio il luogo dove essi si trovavano quando egli sarebbe ritornato.

### Reindel e Isla: culto dell'acqua
Il primo studio serio su questi disegni è dovuto all'équipe di archeologi Markus Reindel (della "Commissione per le culture non-europee" dell'Istituto Archeologico Tedesco) e Johnny Isla (dell'Istituto Andino di Ricerche Archeologiche).
Essi hanno documentato e scavato più di 650 giacimenti e sono riusciti a tracciare la storia della cultura che tracciò questi disegni, oltre a dargli un senso, e giunsero alla conclusione che le linee hanno a che vedere molto più probabilmente con rituali collegati all'acqua, piuttosto che con concetti astronomici. L'approvvigionamento idrico, infatti, giocò un ruolo importante in tutta la regione.
Gli scavi hanno inoltre portato alla luce piccole cavità presso i geoglifi nelle quali furono trovate offerte religiose di prodotti agricoli e animali, soprattutto marini. I disegni formavano un paesaggio rituale il cui fine era quello di procurare l'acqua. Inoltre furono trovati paletti, corde e studi di figure. Di questi elementi tanto semplici si servirono gli antichi Nazca per tracciare i loro disegni.

### I geoglifi e le piramidi di Cahuachi: verso una maggiore comprensione del mondo Nasca
Recenti ricerche condotte da Nicola Masini e Giuseppe Orefici a Pampa de Atarco, nei pressi del Centro cerimoniale di Cahuachi, hanno evidenziato una relazione spaziale, funzionale e religiosa tra i geoglifi e i templi di Cahuachi. Con l’ausilio di tecniche di telerilevamento aereo e satellitare, i ricercatori italiani hanno rilevato e analizzato cinque gruppi di geoglifi, ciascuno caratterizzato da motivi, pattern e funzioni distinte. Il più significativo è caratterizzato da motivi meandriformi o a zig-zag dalla chiara funzione cerimoniale, attraversati da trapezoidi e linee che convergono verso le piramidi di Cahuachi. A una probabile funzione di calendario solare è da attribuirsi alcuni geoglifi costituiti da figure geometriche, linee e centri radiali allineati verso i solstizi e gli equinozi. Secondo i due studiosi i geoglifi di Atarco erano la sede di eventi legati al calendario agricolo e servivano anche a rafforzare la coesione sociale dei vari gruppi di pellegrini, provenienti da diversi villaggi del territorio Nasca, che condividevano antenati e credenze religiose comuni.

### Altre ipotesi
Sulla base dei risultati delle indagini geofisiche e dell'osservazione delle faglie geologiche, David Johnson ha sostenuto che alcuni geoglifi seguivano i percorsi delle falde acquifere da cui gli acquedotti (o puquios) raccoglievano l'acqua.

### 2025
Una collaborazione fra l'Università di Yamagata e IBM, grazie all’uso dell'intelligenza artificiale sulle immagini aeree e satellitari, ha portato in sei mesi alla scoperta di 303 nuovi geoglifi raffiguranti felini, uccelli, pesci e forme astratte, disegnate potenzialmente per scopi cerimoniali, astronomici o territoriali.

## Come sono state disegnate
Sono molte le ipotesi su come i Nazca abbiano disegnato le linee, spaziando da quelle più plausibili a quelle più fantasiose.
Tecnicamente le linee di Nazca sono perfette. Le rette chilometriche sono tracciate con piccolissimi angoli di deviazione. I disegni sono ben proporzionati, soprattutto se pensiamo alle loro dimensioni. Queste linee sono la testimonianza di una grande conoscenza della geometria da parte degli antichi abitanti di questa zona.
L'ipotesi più accreditata e realistica circa la loro costruzione induce a pensare che gli antichi peruviani abbiano dapprima realizzato disegni in scala ridotta che sarebbero stati successivamente riportati (ingranditi) sul terreno con l'aiuto di un opportuno reticolato di corde (in maniera simile a come fece Gutzon Borglum, l'artista che scolpì i volti dei Presidenti statunitensi sul monte Rushmore). Quest'ipotesi sarebbe avvalorata anche dai reperti archeologici rinvenuti da Reindel e Isla durante i loro studi.
Inoltre, non è del tutto esatto il fatto che le linee non si possano osservare da terra: infatti ci sono molte colline e montagne nell'area di Nazca che avrebbero permesso agli artisti di osservare il proprio lavoro in prospettiva. C'è da tener presente anche che, sicuramente, appena disegnate, le linee dovevano essere ben visibili, di colore giallo brillante, come le impronte recenti di pneumatici che passano nella zona.
Va anche ricordato che le linee si sono conservate perfettamente fino ai nostri giorni perché la zona è una delle più aride del mondo e quasi del tutto priva di vento e pioggia.

## Le figure
Le figure che si trovano a Nazca, in particolare nella Pampa di San José sono numerose e rappresentano figure di animali, di vegetali, di umani, labirinti e altre figure geometriche.
Quasi tutti i disegni furono creati su superfici piane. Ve ne sono alcuni anche sui lati delle colline, che rappresentano (per la maggior parte) figure umane, alcune delle quali sono incoronate da tre o quattro linee verticali che forse rappresentano le piume di un copricapo cerimoniale (anche alcune mummie peruviane portavano copricapi d'oro e di piume). I disegni sulle colline sono meno nitidi di quelli sulla pianura, forse perché sono stati parzialmente cancellati dal rotolamento delle pietre verso valle.
Sono più di trenta i geoglifi trovati fino ad oggi nella Piana di Nazca. I disegni geometrici (centinaia di linee, triangoli e quadrangoli) sono più numerosi di quelli naturali ed occupano grandi aree.
La sua tecnica di costruzione fu diligente e attraverso essa i topografi del passato portarono le linee a dorsi e burroni senza deviare dalla loro direzione originale.
La profondità dei solchi non eccede mai i 60 cm e alcune sono semplici graffi sulla superficie e possono essere distinte solo quando il sole è basso all'orizzonte.

### L'airone (alcatraz)

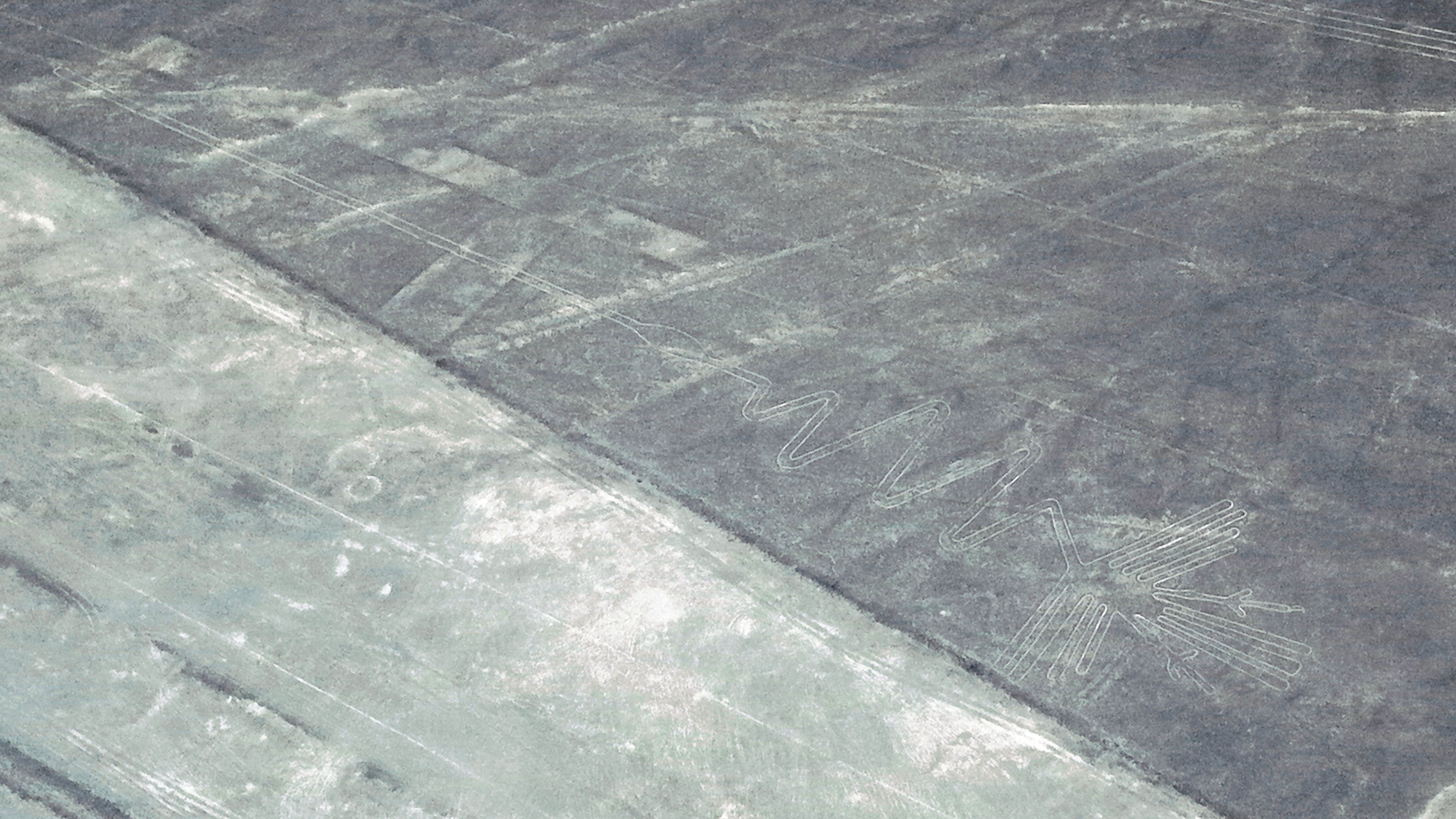
L'airone (o fenicottero)

Questa figura, posta di fianco ad un trapezoide, mostra un grande volatile con il collo a zigzag e il becco rivolto ad est.
Questo enorme uccello stilizzato ha una lunghezza di 300 m e una larghezza di 54 metri. È considerato dagli studiosi l'"Annunciatore dell'Inti Raimi" (festa incaica di adorazione del sole), perché nelle mattine tra il 20 ed il 23 giugno, la direzione che va dalla testa al becco punta verso il sorgere del sole.
- Coordinate Geografiche: 14°41′08.55″S 75°06′49.58″W
- Lunghezza: 300 m
- Larghezza: 54 m
- Il Pellicano (google maps), su maps.google.com.

### L'albero

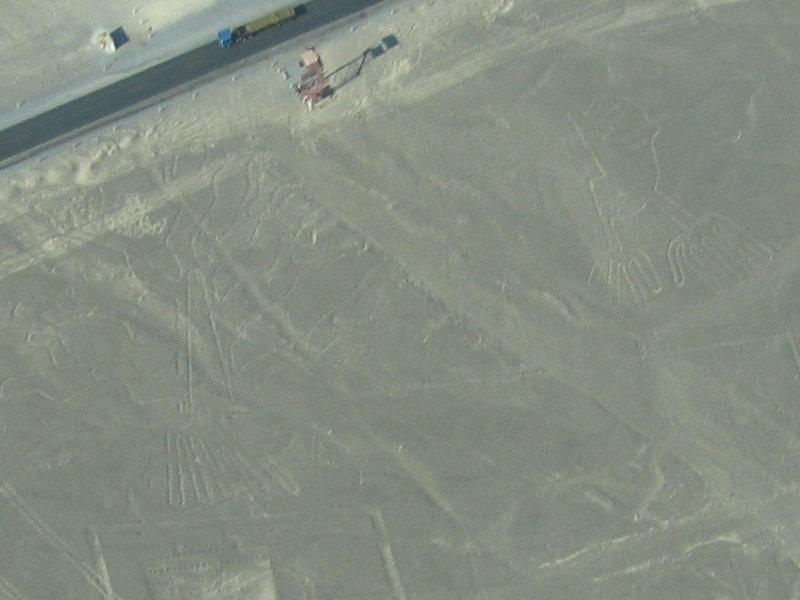
L'albero e le mani

Nei pressi della Carretera Panamericana Sur il grande albero è una delle due figure (l'altra è quella delle mani) visibili dalla "torre mirador", nei pressi della panamericana stessa.
- Coordinate geografiche: 14°41′38.76″S 75°06′52.92″W
- Lunghezza: 75 m
- Larghezza: 77 m
- L'albero (google maps), su maps.google.com.

### Le ali (o conchiglie)
- Coordinate Geografiche: 14°40′48.79″S 75°06′04.24″W
- Lunghezza: ? m
- Larghezza: ? m
- Le ali (google maps), su maps.google.it.

### L'alligatore
Figura quasi completamente cancellata dai lavori per la costruzione della Panamericana o dall'incuria dei visitatori. Al giorno d'oggi, al posto della figura, si notano solo grandi tracce di pneumatici.
- Coordinate geografiche: 14°41′26.11″S 75°06′55.8″W
- Lunghezza: ? m
- Larghezza: ? m
- L'alligatore (google maps), su maps.google.com.

### L'astronauta

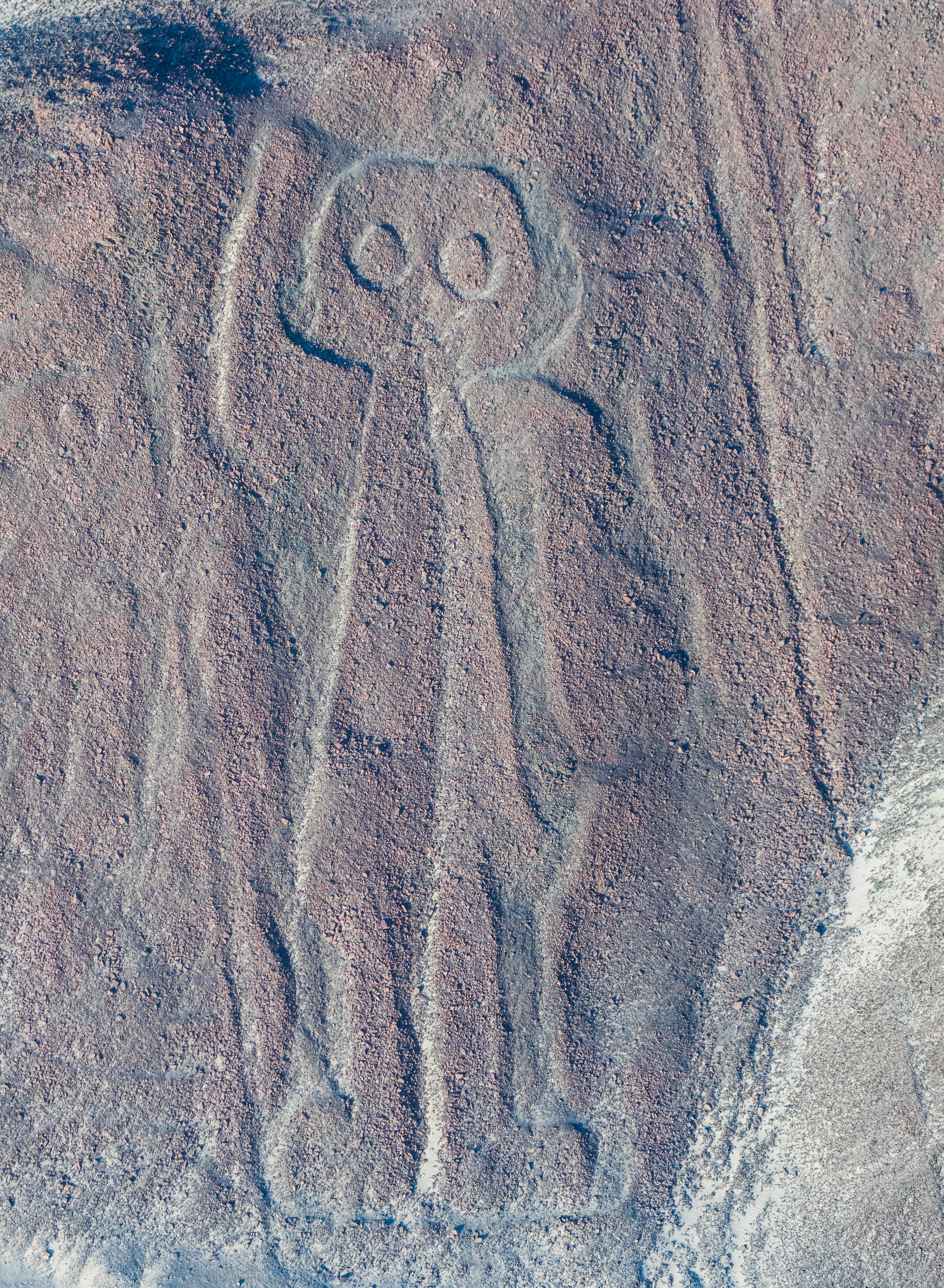
L'astronauta

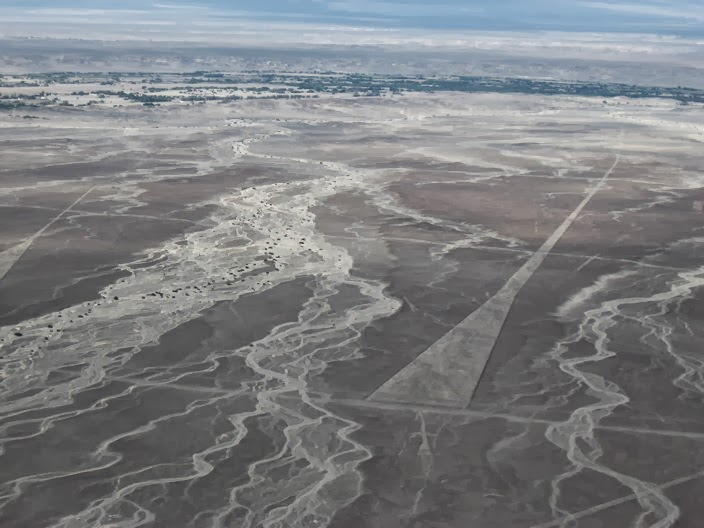
Linee simili a passerelle

L'astronauta, così chiamato per la forma della testa che ricorda per l'appunto il casco di un astronauta, è una delle figure più famose della Piana di Nazca, soprattutto riguardo alle speculazioni fantascientifiche che sono state proposte circa l'origine delle linee.
L'ipotesi più accreditata è che si tratti di una semplice rappresentazione stilizzata di una figura umana. Secondo Maria Reiche si tratta di uno sciamano o di un sacerdote in grado di prevedere il tempo atmosferico.
- Coordinate Geografiche: 14°44′42.79″S 75°04′47.08″W
- Lunghezza: 30 m
- Larghezza: ? m
- L'astronauta (google maps), su maps.google.it.

### La balena

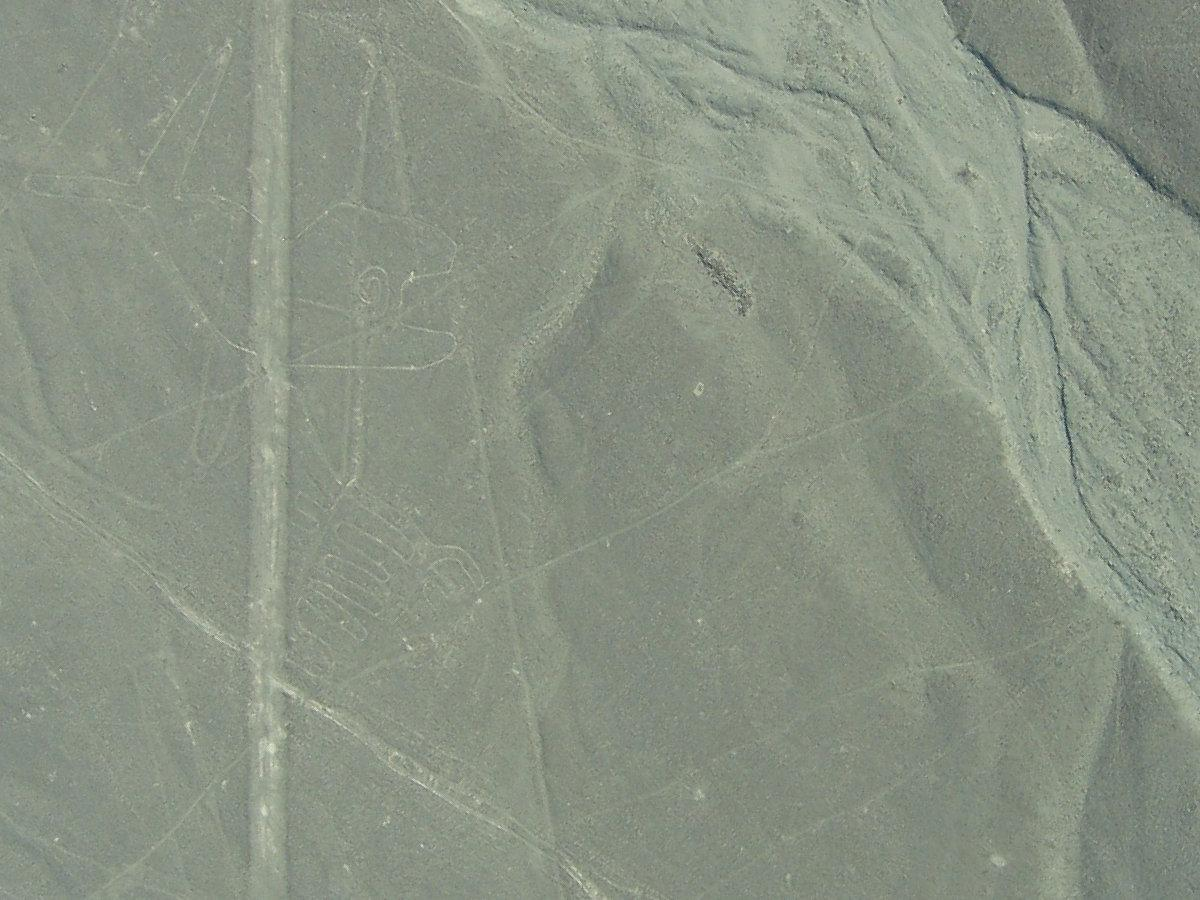
La balena

Questa figura è la rappresentazione di una divinità marina. È localizzata all'estremità orientale del complesso archeologico delle linee ed è sovrapposta ad un grande rettangolo.
- Coordinate Geografiche: 14°48′59.22″S 74°59′41.28″W
- Lunghezza: 30 m
- Larghezza: ? m
- La balena (google maps), su maps.google.com.

### Il cane

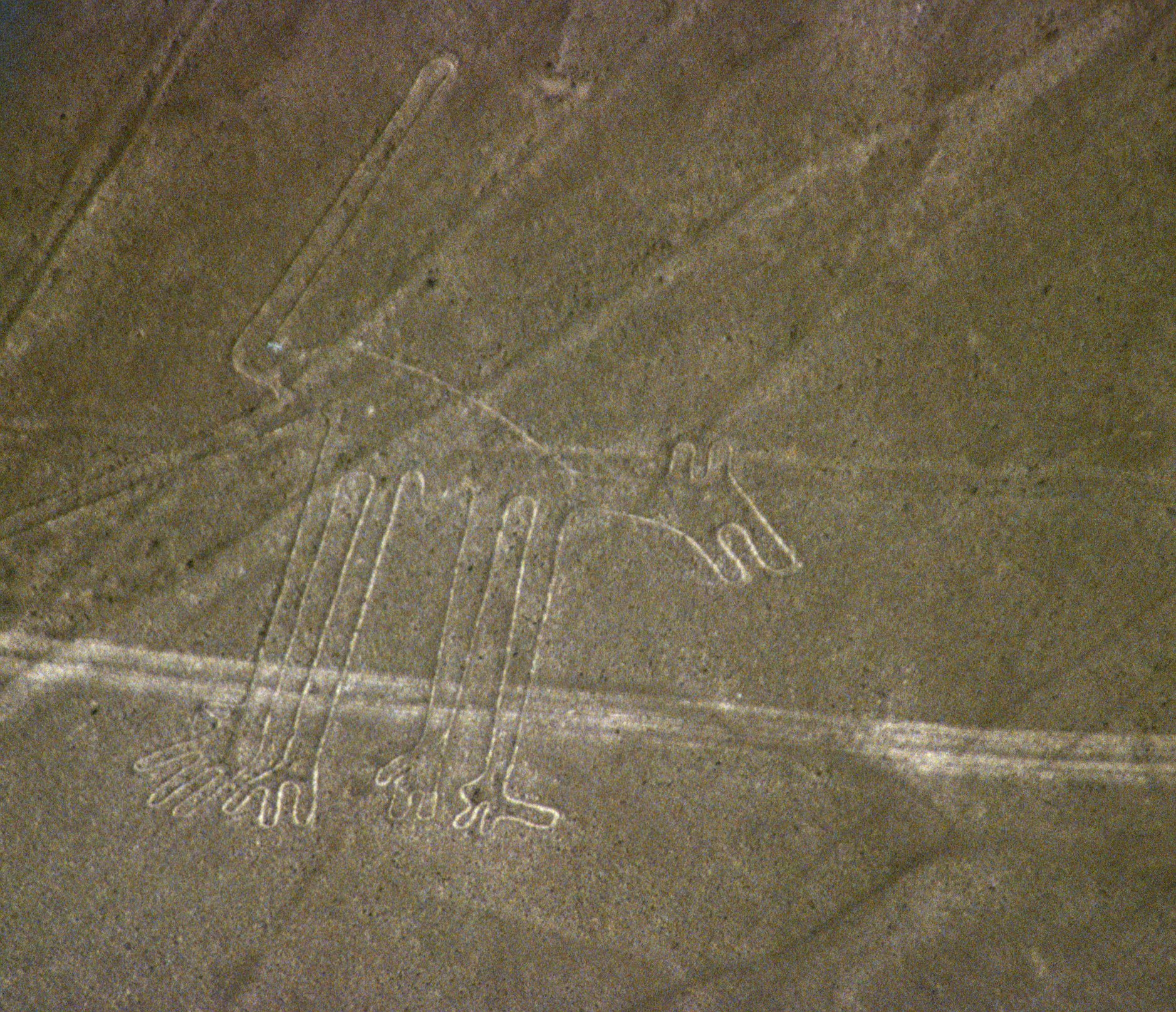
Il cane

- Coordinate Geografiche: 14° 42.384'S, 75° 7.846'W
- Lunghezza: 49 m
- Larghezza: ? m

### Il colibrì

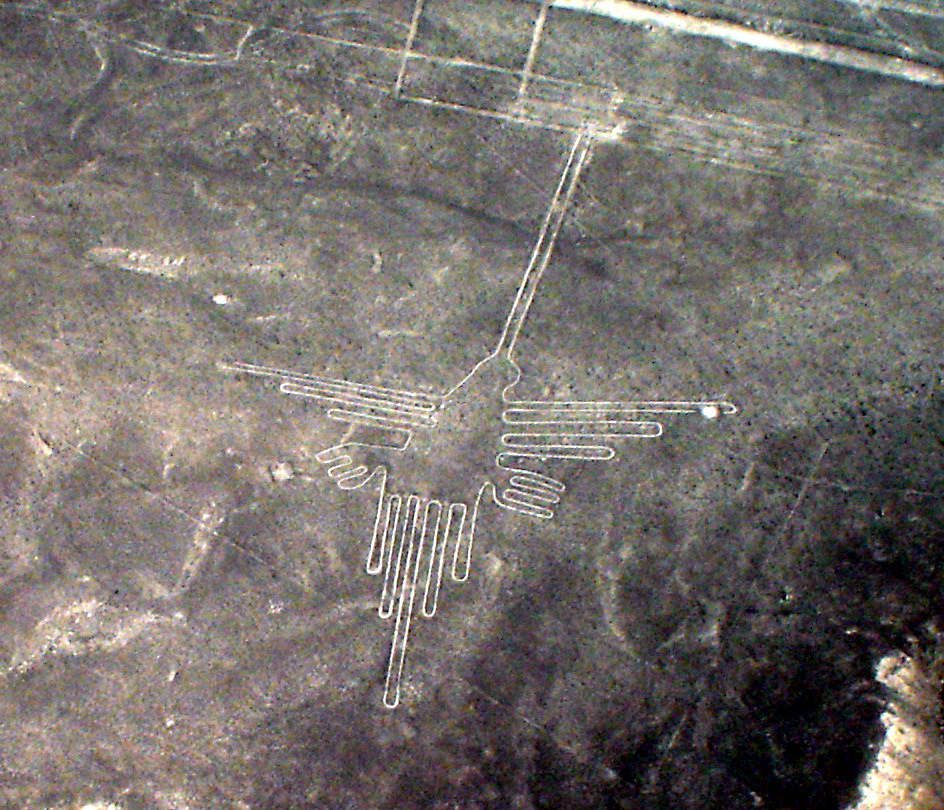
Il Colibrì

Il colibrì è uno dei geoglifi più famosi della piana di Nazca, per le sue proporzioni armoniose. La distanza tra gli estremi delle sue due ali è di 66 metri ed è lungo 94 m.
I colibrì erano considerati messaggeri degli dei dalle popolazioni della costa settentrionale peruviana e intermediari tra gli umani ed i condor mitologici nella regione del lago Titicaca. A Puquio, vicino a Nazca erano considerati assistere ai culti rivolti agli dei delle montagne per propiziare la pioggia.
- Coordinate Geografiche: 14°41′31.92″S 75°08′57.84″W
- Lunghezza: 94 m
- Larghezza: 66 m
- Il Colibrì (google maps), su maps.google.com.

### Le conchiglie
(vedi Le ali)

### Il condor

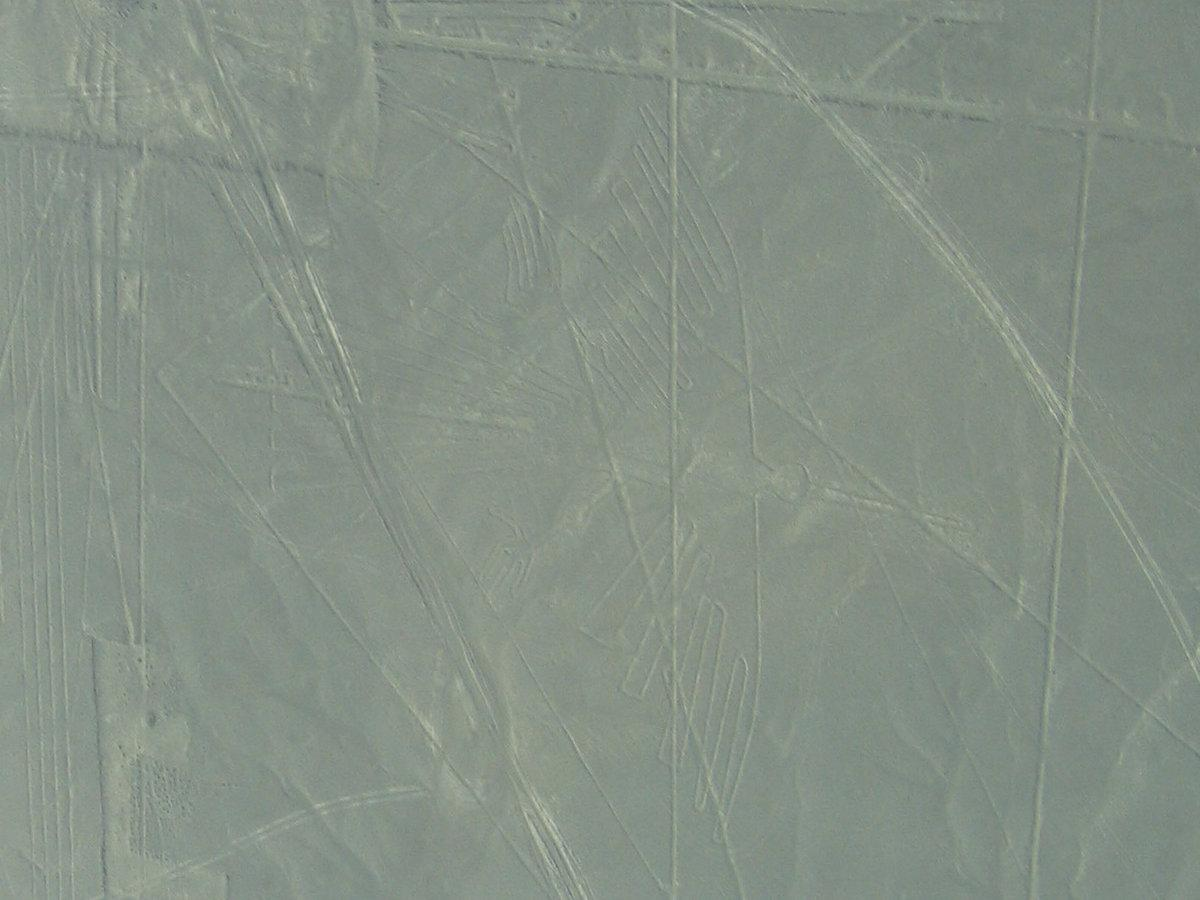
Il condor

In molte culture andine il condor è un uccello associato direttamente alle divinità delle montagne. Il condor di Nazca ha una lunghezza di 130 m ed una apertura alare di 115 m.
- Coordinate Geografiche: 14°41′51.46″S 75°07′35.98″W
- Lunghezza: 130 m
- Larghezza: 115 m
- Il condor (google maps), su maps.google.com.

### Il fiore

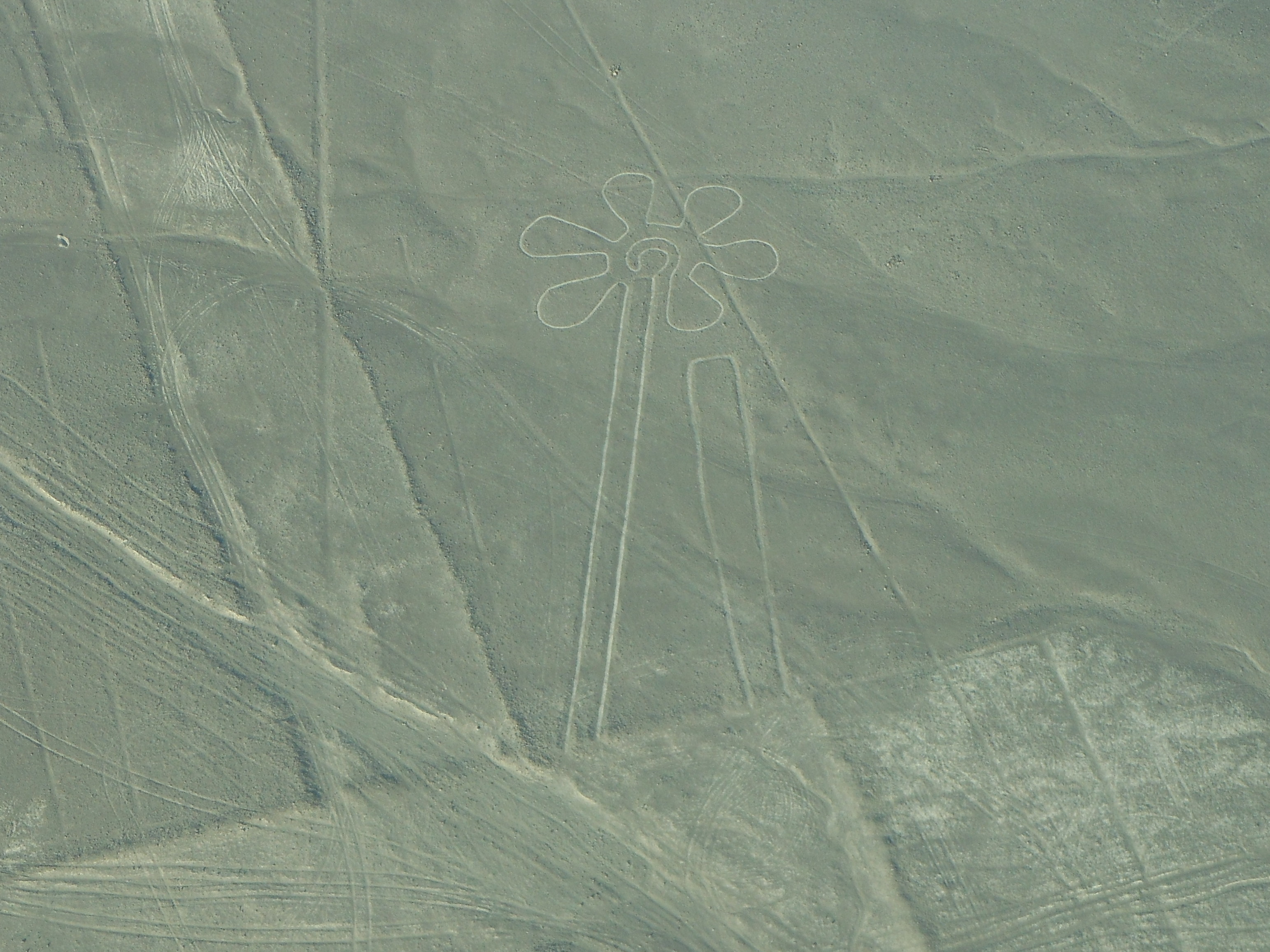
Il fiore

- Coordinate Geografiche: 14°41′37.7″S 75°07′06.3″W
- Lunghezza: 76 m
- Larghezza: 26 m

### L'iguana
- Coordinate Geografiche: 14°41'28.7"S 75°06'55.8"W
- Lunghezza: ? m
- Larghezza: ? m

### Il lama
- Coordinate Geografiche: 14°42'29.9"S 75°09'03.5"W
- Lunghezza: ? m
- Larghezza: ? m
- Il lama (google maps)

### La lucertola
La lucertola è forse la figura che ha sofferto di più l'incuria dell'uomo: durante i lavori per la costruzione della Carretera Panamericana Sur è stata tagliata a metà dal tracciato della strada e parzialmente cancellata durante i lavori.
- Coordinate geografiche: 14°41′36.96″S 75°06′54″W
- Lunghezza: 186 m
- Larghezza: 49 m
- Coda della lucertola (google maps), su maps.google.com.

### Le mani
La figura, vicino alla torre "Mirador" (che permette di vederle molto bene), rappresenta due mani, una delle quali priva di un dito.
Gli antichi popoli della piana credevano che chi nasceva menomato fosse figlio di un dio del fulmine o del tuono, un essere soprannaturale e benaugurante legato alle piogge e all'acqua. Di conseguenza si ritiene che questa figura, come quella della scimmia, non contenga un errore, ma sia stata volutamente realizzata priva di un dito.
- Coordinate Geografiche: 14°41′40.76″S 75°06′51.48″W
- Lunghezza: 50 m
- Larghezza: 36 m
- Le Mani (google maps), su maps.google.com.

### L'orca mitologica

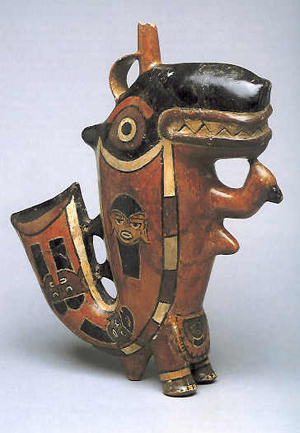
Orca mitologica, civiltà Nazca, Museo Larco. Lima, Perù

L'orca è un animale appartenente alla mitologia Nazca e presente anche nella ceramica della civiltà Nazca, dove talvolta veniva rappresentata con una testa umana. È diverso da una normale balena avendo braccia e molteplici pinne sulla schiena. Viene considerato come una metamorfosi del gatto di Nazca che appare rappresentato su molte ceramiche; una metamorfosi che ovviamente ha a che vedere con l'acqua.
- Coordinate Geografiche: 14°40′42.4″S 75°05′56.69″W
- Lunghezza: ? m
- Larghezza: ? m
- l'orca mitologica (google maps), su maps.google.com.

### Il Pappagallo

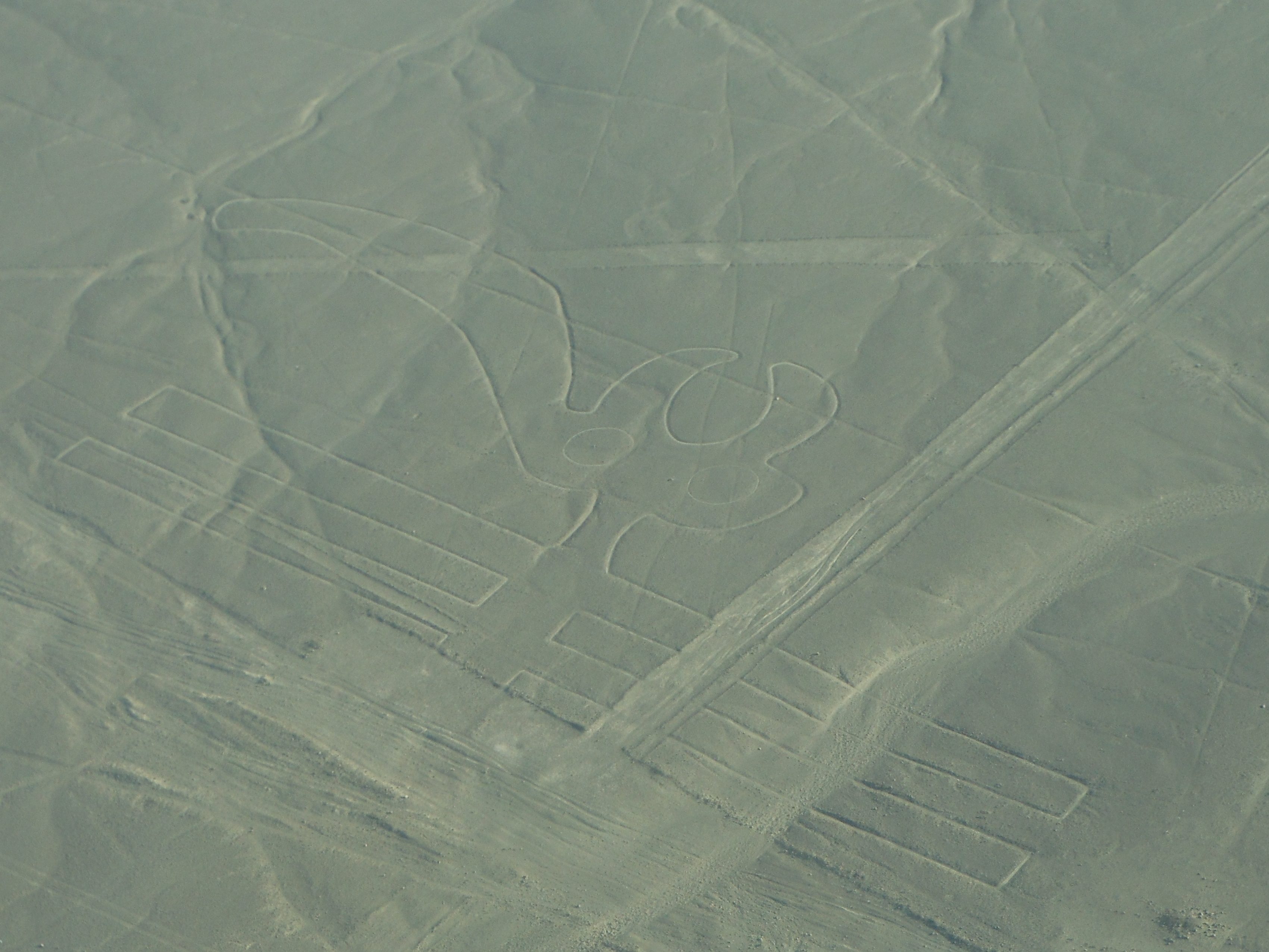
Il pappagallo

- Coordinate Geografiche: 14°41′22.36″S 75°06′28.28″W

- Lunghezza: 84 m
- Larghezza: 220 m
- Il pappagallo (google maps), su maps.google.com.

### Il ragno

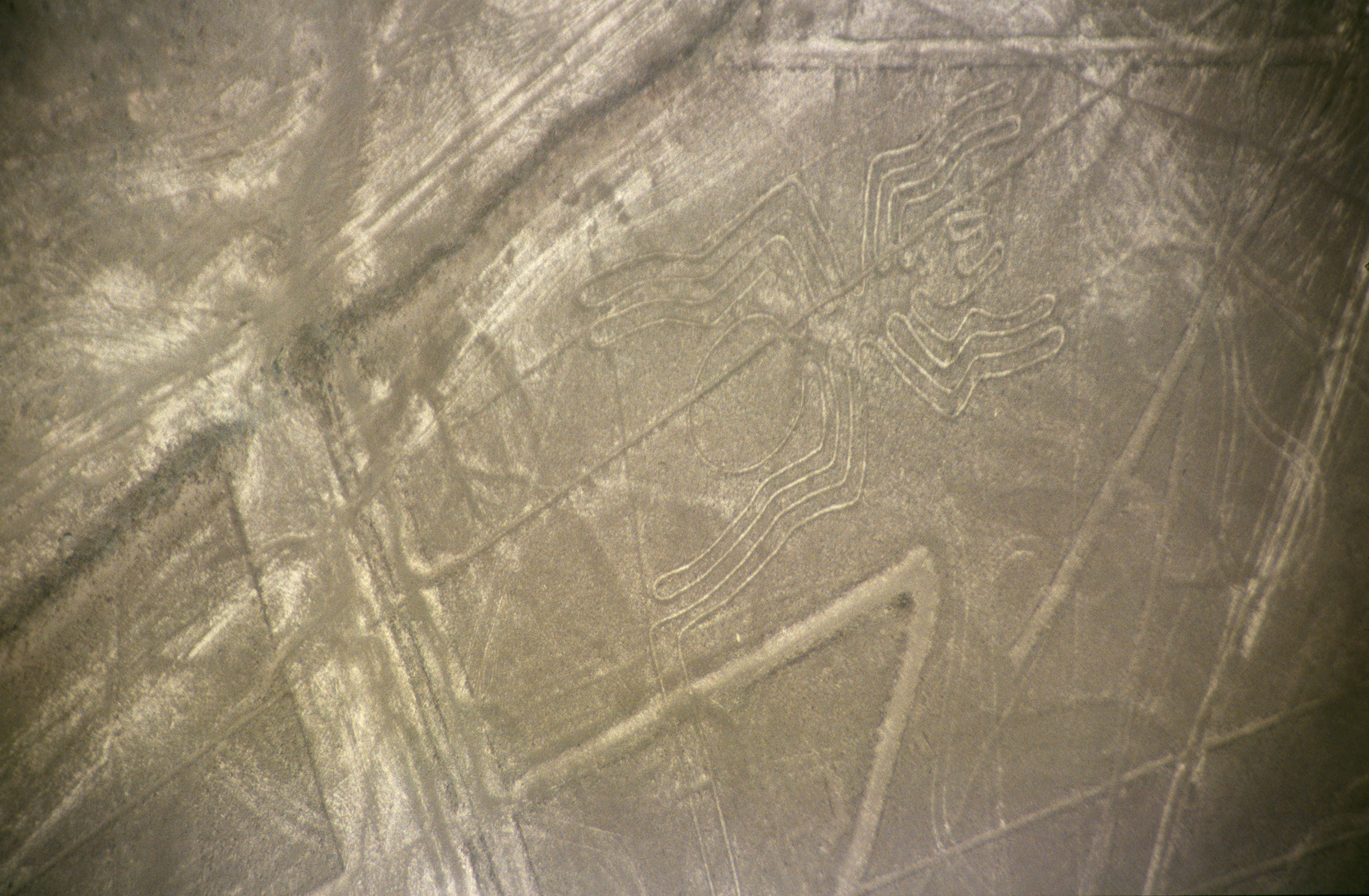
Il ragno

Il ragno è una delle figure più famose della Piana di Nazca e fu la prima ad essere scoperta.
È ubicato in una fitta rete di linee rette ed è parte del bordo di un enorme trapezoide.
Secondo alcuni questo ragno apparterebbe alla famiglia dei Ricinulei, originaria di zone quasi inaccessibili della foresta Amazzonica (1500 km più a nord).
- Coordinate Geografiche: 14°41′39.84″S 75°07′21.72″W
- Lunghezza: 45 m
- Larghezza: 28 m
- Il ragno (google maps), su maps.google.com.

### La scimmia

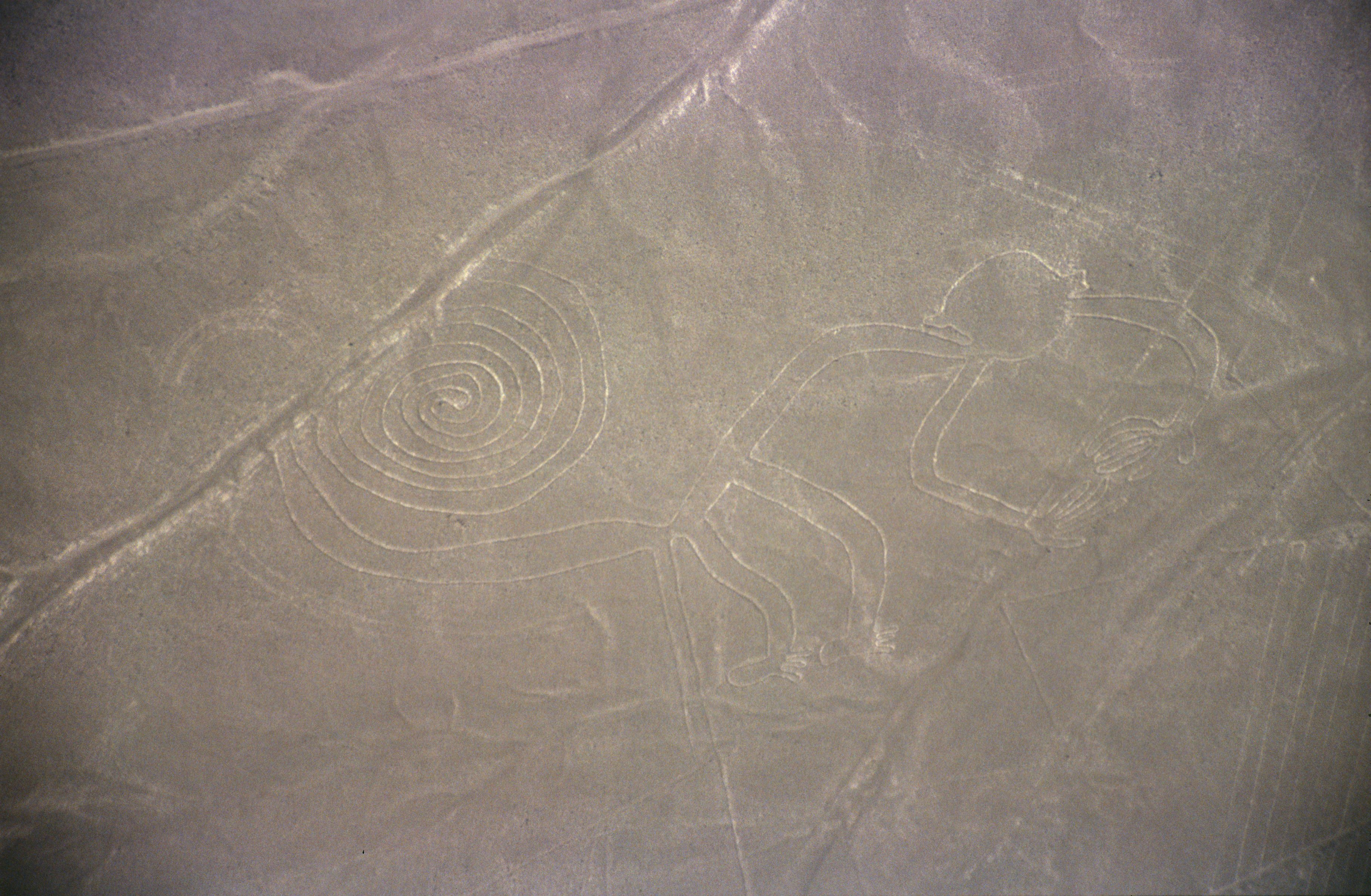
La scimmia

Famosissima figura che mostra l'animale con nove dita e la coda a forma di spirale.
Le popolazioni dell'antico Perù associavano le scimmie all'acqua, in quanto esse abitavano in zone dove l'elemento è abbondante. Il fatto di avere nove dita non è un segno di inaccuratezza, ma un modo per ritrarre un animale divino in quanto, al tempo degli Inca, era convinzione diffusa associare le persone o animali nati con malformazioni a figli del fulmine e del tuono. Lo stesso vale per la figura delle "mani".
La figura della scimmia fu scoperta nel 1954 da Maria Reiche che credeva potesse rappresentare l'Orsa Maggiore.
- Coordinate Geografiche: 14°42′26.07″S 75°08′19.5″W
- Lunghezza: 58 m
- Larghezza: 92 m
- La scimmia (google maps), su maps.google.com.

### Il serpente
- Coordinate Geografiche: ? S, ? W
- Lunghezza: ? m
- Larghezza: ? m

### La spirale
Già nel 1976, l'archeologo Larrain aveva notato che gli antichi popoli peruviani utilizzavano delle conchiglie di forma spiraleggiante in culti per ottenere acqua; conchiglie nautiloidi erano usate per produrre suoni che richiamassero gli dei della montagna o le nuvole. Pertanto attribuì a questo geoglifo connessioni con il culto dell'acqua
- Coordinate Geografiche: 14°41′17.65″S 75°07′24.23″W
- Lunghezza: ? m
- Larghezza: ? m
- La spirale(google maps), su maps.google.com.

### La stella
- Coordinate Geografiche: 14°41′28.44″S 75°08′42.5″W
- Lunghezza: ? m
- Larghezza: ? m
- la stella (google maps), su maps.google.com.

A novembre del 2019, un team di ricercatori giapponesi della Yamagata University, guidato dal professore Masato Sakai, ha reso noto che sono stati scoperti 143 nuovi geoglifi nel deserto di Nazca. La scoperta è stata fatta grazie uno studio sul campo col supporto di immagini satellitari e quelle dei droni. Inoltre, per la prima volta è stata utilizzata anche l'intelligenza artificiale e grazie alla quale è stato possibile riconoscere anche il geoglifo più piccolo dei 143 scoperti. Sono stati realizzati rimuovendo le pietre scure del deserto e lasciando esposta la sabbia più chiara. I ricercatori ritengono che le nuove figure siano state create tra il 100 a.C. e il 300 d.C.

## Ubicazione
Tra le città di Palpa e Nazca, nella pianura di Socos ci sono alcune linee che hanno una lunghezza che va dai 40 ai 210 metri. Un semicerchio di montagne in lontananza forma un gigantesco anfiteatro naturale aperto verso ovest.
In questa regione, migliaia di linee si estendono per 520 km², e alcune si prolungano in un'area di 800 km².
Le lunghezze delle linee sono variabili, arrivando a misurare anche 275 metri di lunghezza.

## Conservazione
Durante il XX secolo si riteneva che la posizione in zona desertica e la lontananza dai grandi centri urbani avrebbero garantito, di per sé, la conservazione del sito.
Un danno irreversibile è stato arrecato dalla Carretera Panamericana Sur che passa tra i geoglifi più belli e conosciuti, tagliando a metà la lucertola.
Inoltre il facile accesso alla zona ha agevolato atti deliberati di vandalismo. Il più noto è stato compiuto nel 2014 da attivisti di Greenpeace che hanno rovinato alcuni disegni durante una campagna propagandistica, contando sul clamore mediatico che il loro gesto avrebbe suscitato.
Sono stati innumerevoli i danneggiamenti involontari dovuti a distrazione, come quello del 31 gennaio 2018, quando un camionista transitò per 100 metri sul sedime delle linee deteriorando gravemente alcuni disegni. All'inizio del XXI secolo si è manifestata la preoccupazione che i cambiamenti climatici possano influire negativamente sulla conservazione dei geoglifi, perché anche un piccolo aumento delle precipitazioni piovose può arrecare danno alle delicate figure.

## Nella cultura di massa
- Le linee di Nazca compaiono anche nell'anime Yu-Gi-Oh 5D's, dove vengono presentate come i sigilli degli Immortali Terrestri (Earthbound Gods in originale).
- Nel film Indiana Jones e il regno del teschio di cristallo le linee di Nazca vengono menzionate come indizi per giungere ad Akator, e alcune immagini delle stesse sono mostrate sotto forma di fotografie.
- Nella serie a fumetti Martin Mystere il protagonista ha a che fare con ''le linee di Nazca'' negli albi n. 58, 59 e 60 del 1987. Nella guerra tra Atlantide e Mu il popolo di Nazca (alleato di questi ultimi) elaborò il sistema delle linee come un gigantesco ordine impartito ad un satellite artificiale in orbita attorno alla Terra pronto a sparare raggi laser in direzione delle terre occupate da Atlantide: durante l'episodio, piccoli robot disegnano nuovi disegni dopo millenni di inattività osservati dall'occhio artificiale del satellite di Mu, pronto a colpire i territori dove una volta vi era Atlantide, ovvero gli Stati Uniti.
- Le linee di Nazca compaiono nel videogioco arcade Xevious.
- Le linee di Nazca vengono citate anche nella canzone Sushi & Cocaina del rapper italiano Marracash.
- Nell'anime robotico Gaiking, un episodio è incentrato sulle linee di Nazca.
- Il ragno di Nazca viene citato nella canzone El Sendero di Caparezza
- Le linee di Nazca vengono citate nella canzone Copernico del rapper En?gma
- Nella storia Topolino e il mistero dei disegni di Nazca (Topolino 2431 scritta da Nino Russo e disegnata da Carlo Limido), Topolino e Pippo tornano indietro nel tempo e scoprono che sono delle piste per giocare a biglie.

### Civiltà Nazca
- Civiltà Nazca
- Cahuachi
- Cimitero di Chauchilla
- Acquedotto di Cantayo

### Geoglifi nel mondo
- Bolivia: Linee di Sajama
- Inghilterra: Gigante di Cerne Abbas
- Inghilterra: Uomo Lungo di Wilmington
- Inghilterra: Cavallo Bianco di Uffington
- Australia: Uomo di Marree